# Stephanomia
Stephanomia is een geslacht van neteldieren uit de familie van de Agalmatidae.

## Soort
- Stephanomia amphytridis Lesueur & Petit, 1807